# 御光 (クルアーン)
『御光』とは、クルアーンにおける第24番目の章（スーラ）。64の節（アーヤ）から成る。

## 内容
- 姦通 - 姦通した女（アル・ザーニヤ）や姦通した男（アル・ザーニー）に対して、それぞれ100回の鞭打ちをするように書いてある（第2節）[2]。
- ヒジャーブ - 現代においても、女性信者のヒジャーブの着用は義務（＝ワージブ）か否かに関して諸説あるが、この章の第31節の記述を解釈して判断している場合がある[3]。